# Ottikon (Gossau ZH)
Ottikon ist eine Wacht der Gemeinde Gossau (Bezirk Hinwil) im Kanton Zürich in der Schweiz.

## Geographie
Ottikon liegt südlich des Ortsteils Gossau-Dorf und ist in die weitläufige Drumlinlandschaft des Zürcher Oberlands eingebettet.

## Geschichte

### Mittelalter
Die bereits 908 erstmals urkundlich erwähnte Wacht Ottikon besitzt zwei Dorfteile: Ober- und Unterottikon. Oberottikon weist eine eher flache und Unterottikon eine hügelige Topografie auf, was zu einer entsprechend unterschiedlichen Entwicklung führte. So waren die Bauern in Oberottikon, wo das Land nach dem Prinzip der ertragreicheren Dreizelgenwirtschaft bebaut werden konnte, in der Regel wohlhabender als die Landwirte in Unterottikon.
Rechtlich waren die Ottiker im Mittelalter privilegiert. Wie die Bewohner von Gossau-Dorf, Grüt und Bertschikon gehörten auch sie zur Dingstatt Binzikon, waren also freie Bauern mit dem Recht, über zivilrechtliche Fragen zu urteilen. Dieses Recht stand im Feudalsystem sonst nur den adligen oder kirchlichen Grundherren zu.

### Neuzeit
Bis in die Mitte des 19. Jahrhunderts entwickelte sich Ottikon auf Augenhöhe mit dem benachbarten Gossau-Dorf. Auch hier konnten sich ehafte Gewerbe ansiedeln, darunter etwa die Chindismüli, eine der damals grössten Mühlen in der Umgebung. Sie ist bereits im Jahr 1353 als Mühle bezeugt und damit eine der ältesten in Gossau. Während der Frühindustrialisierung schaffte es Ottikon als einzige Wacht Gossaus, der übermächtigen Konkurrenz der Textilfabriken in Uster und Wetzikon standzuhalten, zwar nicht in der Baumwoll-, aber in der Seidenbranche. Die Seidenwinderei JDEWE schloss erst 1973 ihre Tore. 1817 als Baumwollspinnerei gegründet, war sie mit vorerst zwei Spinnstühlen à 216 Spindeln die grösste Textilfabrik auf Gossauer Gebiet. Der Betreiber Johannes Weber entstammte einer Familie, die seit Generationen zur Oberschicht Ottikons gehörte und zahlreiche Amtsleute stellte. Johannes Weber selbst war Gemeindepräsident, dann Statthalter und noch später Bezirksgerichtspräsident. 1833 errichtete er gegenüber seinem Wohnhaus – dem heutigen Dürstelerhaus – das biedermeierliche Statthalterhaus. 1873 übernahm der Industrielle Johann Jacob Dürsteler aus Wetzikon die Baumwollspinnerei und baute sie in eine Seidenwinderei um. Das benachbarte Dürstelerhaus nutzte er als Kosthaus. Heute beherbergt es ein Museum. Das Ensemble aus Fabrik, Dürsteler- und Statthalterhaus ist heute eine Sehenswürdigkeit Gossaus.

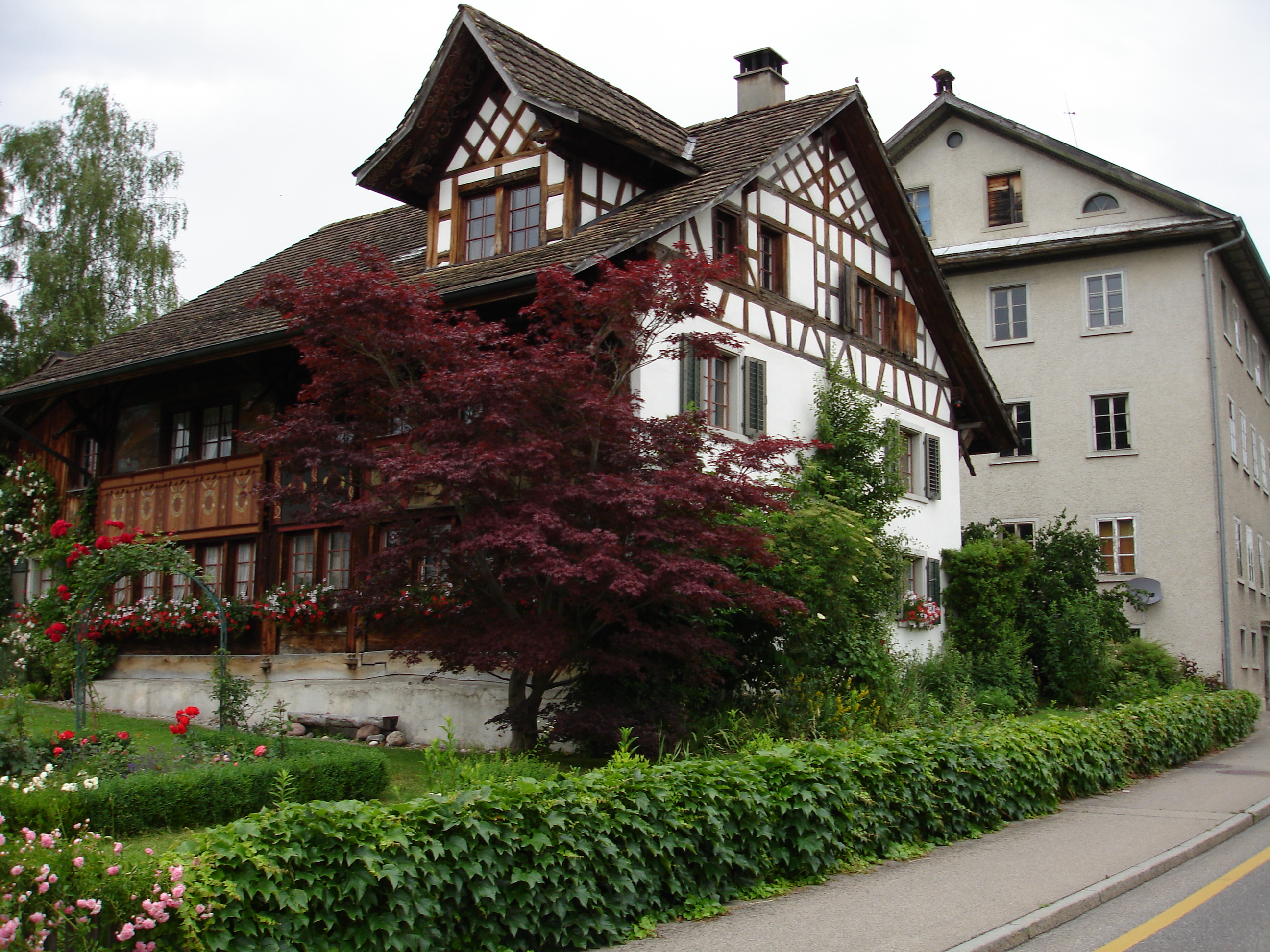
Dürsteler Haus und dahinter die Seidenwinderei.

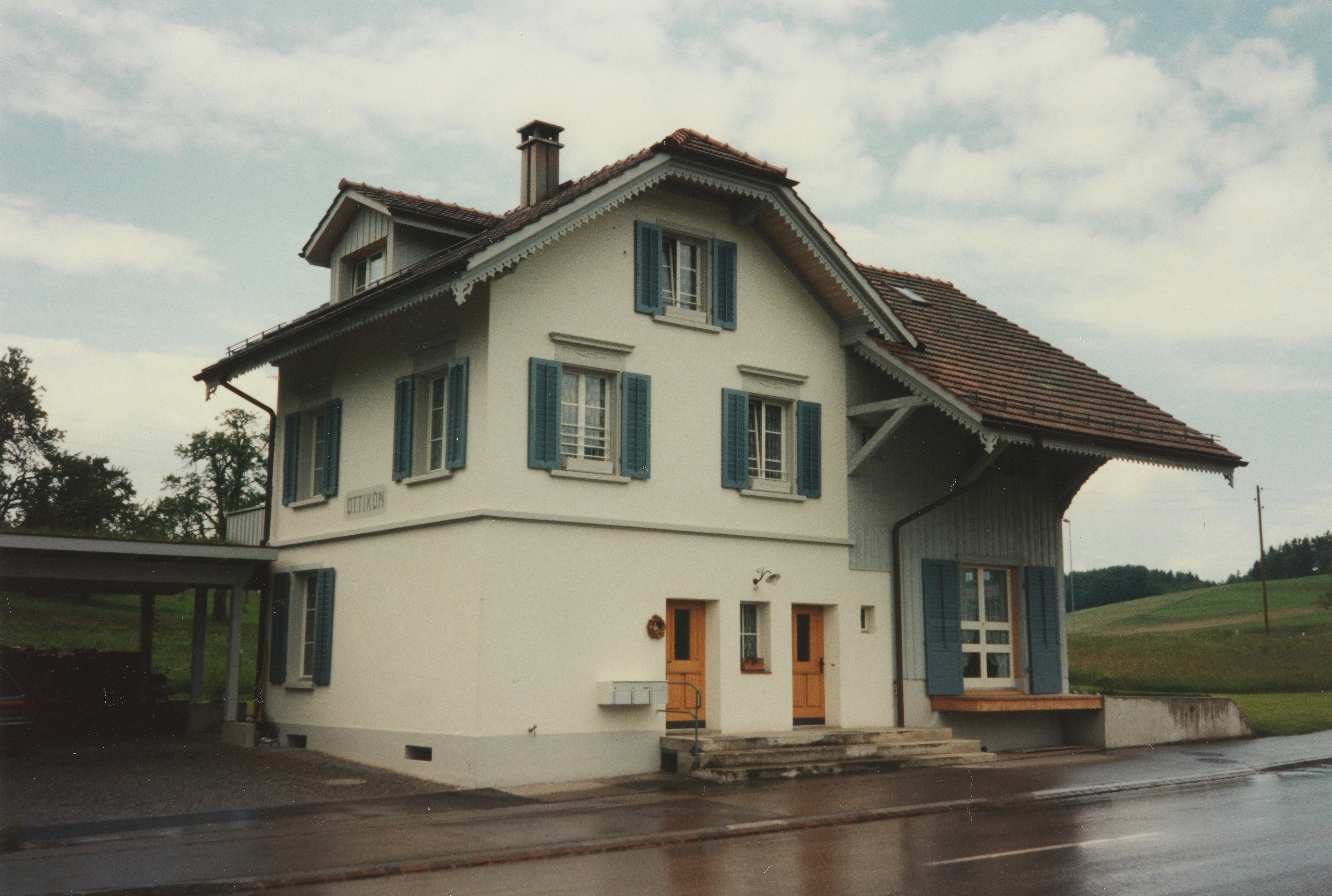
Stationsgebäude der Wetzikon–Meilen-Bahn (1903–1950), Aufnahme 1995

Trotz der besseren wirtschaftlichen Verhältnisse war auch Ottikon dem Niedergang der örtlichen Baumwollindustrie und der Heimarbeit nicht gewachsen. Ebenso war in den konjunkturell starken Jahren nach dem Zweiten Weltkrieg kaum ein Wachstum zu verzeichnen, weder bei der Wirtschaft noch bei der Bevölkerung. Während 200 Jahren – genauer: zwischen 1790 und 1990 – zählte Ottikon, abgesehen von kleineren Schwankungen, etwa 700 Einwohner. Erst als in den 1990er Jahren die neue Forch-Autostrasse für eine bessere Erschliessung sorgte und gleichzeitig preisgünstiges Bauland verfügbar war, stieg die Bevölkerungszahl sprunghaft an, bis 2012 auf rund das Doppelte.

## Wirtschaft
Es gibt ein Alters- und Pflegeheim sowie zwei Restaurants.